# Czachochbili

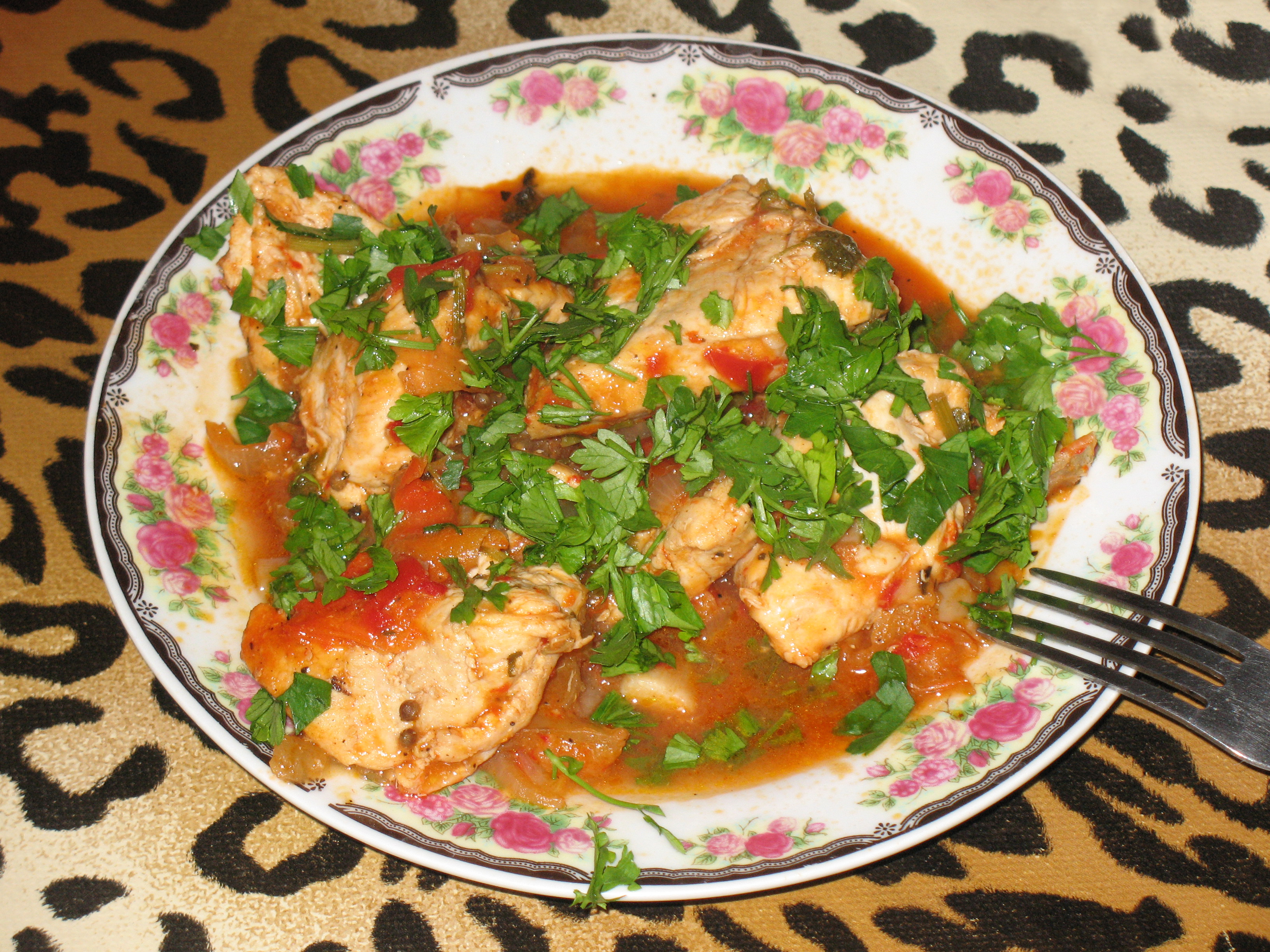
Czachochbili na talerzu

Czachochbili – tradycyjne danie kuchni gruzińskiej, odmiana ragoût z drobiu.
Danie pierwotnie przyrządzano z bażanta, a w obecnej dobie z dowolnego drobiu, zwłaszcza kurczaka. Przygotowywane jest z kawałków filetów duszonych w sosie pomidorowym z przyprawami i czosnkiem. Charakterystyczną cechą czachochbili jest wstępne (przed duszeniem) suche pieczenie przez 15 minut bez dodawania tłuszczu. W niektórych przypadkach podczas przygotowywania tego dania woda nie jest w ogóle dodawana, a wilgoć w naczyniu pozyskiwana jest tylko z warzyw, głównie cebuli. Danie ma wiele wariantów i serwowane jest zależnie od preferencji szefa kuchni lub członków rodziny.
Nazwa dania pochodzi od gruzińskiego słowa ხოხობი (khokhobi) – bażant.